# Tsageri
Tsageri (in georgiano ცაგერი?) è una città della Georgia, centro amministrativo dell'omonima municipalità, facente parte della regione di Rach'a-Lechkhumi e Kvemo Svaneti. Sorge a 475 m s.l.m., sulla riva destra del fiume Tskhenistskali. Dista circa 200 km dalla capitale Tbilisi. Nel censimento del 2014 la sua popolazione contava circa 1 320 abitanti.

## Storia
Nella Georgia medievale Tsageri divenne sede episcopale. Nel XVIII secolo la sua cattedrale fu descritta da Vakhushti Bagrationi come "superbamente costruita". La fisionomia di questa basilica a tre navate fu però significativamente alterata dai restauratori del tardo XIX secolo. Gli affreschi originari, raffiguranti anche i sovrani Tamara e Giorgio IV, furono cancellati durante i lavori. Dal 1455 Tsageri divenne parte del Regno di Imerezia. Successivamente, mediante legami di parentela della nobiltà locale con i Dadiani, entrò a far parte della Mingrelia. Nel 1857 venne assorbita all'interno dell'Impero russo e iniziò a fungere da centro amministrativo dell'uezd di Lechkhumi. Nel 1968 acquisì ufficialmente lo status di città.

## Cultura
La città ospita tuttora la sede di un'eparchia ortodossa avente giurisdizione su Tsageri e Lent'ekhi. In un museo locale sono conservate diverse migliaia di reperti archeologici rinvenuti nella bassa Svanezia e nella regione storica di Lechkhumi. Nei dintorni della città si trovano le rovine della fortezza medievale di Muris-Tsikhe, che potrebbe essere stata il luogo dell'esilio del santo e teologo Massimo il Confessore (580–662). Nel 2010 degli antropologi francesi hanno confermato tale ipotesi. Non a caso nel sito sorge un monastero dedicato proprio al santo. Le vicine grotte del massiccio di Khvamli, secondo i documenti medievali, custodiscono il tesoro dei re di Georgia.

## Economia
Tsageri ospita aziende del settore alimentare.